# Dominik Raschner
Dominik Raschner (* 23. August 1994 in Innsbruck, Tirol) ist ein österreichischer Skirennläufer. Er gehört seit 2018 dem A-Kader des Österreichischen Skiverbandes an und ist auf die technischen Disziplinen Riesenslalom und Slalom spezialisiert.

## Biografie
Dominik Raschner stammt aus Mils bei Hall und startet für den heimischen Skiverein. Sein Vater ist Sportwissenschaftler und unterrichtet an der Universität Innsbruck.
Im Februar 2011 nahm Raschner am Europäischen Olympischen Jugendfestival in Liberec teil und belegte im Slalom Rang elf. Im Alter von 17 Jahren bestritt er seine ersten FIS-Rennen. Bei seinen ersten Juniorenweltmeisterschaften in Jasná erreichte er im Riesenslalom einen 14. Rang, im Slalom schied er aus. Bei einer weiteren Teilnahme in Hafjell konnte er dieses Ergebnis nicht verbessern. Im Jänner 2014 gab er im Slalom von Zell am See sein Europacup-Debüt, benötigte aber einige Jahre, um sich auf hohem Niveau zu etablieren. Der Durchbruch gelang ihm in der Saison 2017/18, als er zwei Siege feiern (Parallelslalom am Kronplatz und Riesenslalom in Soldeu) und sich den Sieg in der Riesenslalomwertung sichern konnte. In der Gesamtwertung belegte er hinter seinem Teamkollegen Johannes Strolz Rang zwei.
Sein Weltcup-Debüt gab Raschner am 22. Dezember 2015 im Slalom von Madonna di Campiglio. Im Slalom von Kitzbühel zog er sich im Jänner 2017 einen Bruch des Außenknöchels zu und musste eine mehrwöchige Pause einlegen. Im Weltcup-Winter 2018/19 plante er als Europacup-Gesamtsieger erstmals alle Riesenslaloms zu bestreiten, erlitt jedoch bei einem Europacuprennen in Andalo einen Kreuzband- und Meniskusriss im linken Knie, womit er die Saison vorzeitig beenden musste. Anfang Dezember 2019 gewann er mit Rang 28 im Riesenslalom von Beaver Creek seine ersten Weltcup-Punkte. Auch bei den Rennen in Alta Badia konnte er sich in den Punkterängen platzieren, wobei er als Elfter im Parallelriesenslalom die Top 10 nur knapp verpasste. In der Europacupsaison 2020/21 belegte er den dritten Gesamtrang.
Zu Beginn der Weltcupsaison 2021/22 erreichte Raschner überraschend mit Rang zwei, hinter Christian Hirschbühl, beim Parallelriesenslalom in Lech/Zürs seinen ersten Podestplatz im Weltcup. In der folgenden Saison nahm er erstmals an Weltmeisterschaften teil und gewann, nachdem er mit der Mannschaft Rang vier belegt hatte, die Silbermedaille im Parallelrennen. Anfang Jänner 2024 gelang ihm als Slalom-Drittem in Adelboden sein mit Abstand bestes Ergebnis in dieser Disziplin.
Raschner ist aktiver Sportler des Heeressportzentrums des Österreichischen Bundesheers. Als Heeressportler trägt er derzeit den Dienstgrad Korporal.

## Erfolge

### Weltmeisterschaften
- Courchevel/Méribel 2023: 2. Parallelrennen, 4. Mannschaftswettbewerb
- Saalbach-Hinterglemm 2025: 8. Slalom, DNF Team Kombination

### Weltcup
- 3 Platzierungen unter den besten zehn, davon 2 Podestplätze

### Weltcupwertungen
| Saison  | Gesamt | Gesamt | Riesenslalom | Riesenslalom | Slalom | Slalom | Parallel | Parallel |
| Saison  | Platz  | Punkte | Platz        | Punkte       | Platz  | Punkte | Platz    | Punkte   |
| ------- | ------ | ------ | ------------ | ------------ | ------ | ------ | -------- | -------- |
| 2019/20 | 112.   | 32     | 43.          | 8            | –      | –      | 21.      | 24       |
| 2020/21 | 97.    | 43     | 45.          | 14           | –      | –      | 9.       | 29       |
| 2021/22 | 61.    | 134    | 41.          | 15           | 38.    | 39     | 2.       | 80       |
| 2022/23 | 127.   | 17     | –            | –            | 44.    | 17     | –        | –        |
| 2023/24 | 41.    | 208    | 37.          | 29           | 16.    | 179    | –        | –        |
| 2024/25 | 60.    | 134    | -            | -            | 22.    | 134    | –        | –        |

### Europacup
- Saison 2017/18: 2. Gesamtwertung, 1. Riesenslalomwertung, 7. Slalomwertung
- Saison 2020/21: 3. Gesamtwertung, 1. Riesenslalomwertung, 6. Slalomwertung
- 9 Podestplätze, davon 3 Siege:

| Datum             | Ort           | Land        | Disziplin      |
| ----------------- | ------------- | ----------- | -------------- |
| 16. Dezember 2017 | Kronplatz     | Italien     | Parallelslalom |
| 14. März 2018     | Soldeu        | Andorra     | Riesenslalom   |
| 6. Februar 2021   | Berchtesgaden | Deutschland | Riesenslalom   |

### Juniorenweltmeisterschaften
- Jasná 2014: 14. Riesenslalom
- Hafjell 2015: 21. Riesenslalom

### Weitere Erfolge
- Österreichischer Meister im Slalom 2021
- 1 Podestplatz im Nor-Am Cup
- 13 Siege in FIS-Rennen